# Magdalena Zingg
Magdalena Zingg (* vor 1550; heimatberechtigt in Uri; † 8. September 1626 ?) war Priorin des Klosters in der Au bei Steinen.

## Leben
Magdalena Zingg war vermutlich die Tochter des Landmanns Erni Zing(g), genannt Schmid. Regula Keller, Buchmeisterin des aufgehobenen Klosters St. Katharina in St. Gallen, gewann sie 1560 für den Klostereintritt. Bis 1570 beteiligte sich Zingg am Aufbau des Nachfolgekonvents auf dem Nollenberg.
Zingg folgte 1574 einem Ruf von Schwyz und besiedelte mit einigen Mitschwestern das verwaiste ehemalige Zisterzienserinnenkloster in der Au. Als Priorin amtete sie von 1574 bis 1581, von 1584 bis 1591 und von 1599 bis 1610. Das durch den Brand von 1578 zerstörte Kloster musste in ihrer ersten Amtszeit wiederaufgebaut werden. Zingg gelang es 1610 ihren Konvent in den Dominikanerorden zu inkorporieren.
Ihre Schwester war ebenfalls Nonne im Kloster in der Au.

## Belege
1. 1 2  Martina Wehrli-Johns: Magdalena Zingg. In: Historisches Lexikon der Schweiz.  7. August 2013.
2. ↑  Helvetia Sacra, Band IV/5. S. 898.

| Personendaten    | Personendaten                              |
| ---------------- | ------------------------------------------ |
| NAME             | Zingg, Magdalena                           |
| KURZBESCHREIBUNG | Priorin des Klosters in der Au bei Steinen |
| GEBURTSDATUM     | vor 1550                                   |
| STERBEDATUM      | 8. September 1626                          |